# Wright Motorsports
Wright Motorsports est une écurie de sport automobile américaine, fondée en 2000 par John Wright, qui fait participer des Porsche à des championnats tels que le WeatherTech SportsCar Championship, le GT World Challenge America, le Michelin Pilot Challenge, le GT America et la Porsche Carrera Cup North America.

## Histoire
En 2018, pour la première fois de son histoire, le Wright Motorsports s'engage dans le championnat WeatherTech SportsCar Championship afin d'y faire courir une Porsche 911 GT3 R dans la catégorie GTD. Cette voiture est confiée au pilote officiel Porsche américain Patrick Long et à la pilote danoise Christina Nielsen. Pour les 24 Heures de Daytona et les 12 Heures de Sebring, Mathieu Jaminet et Robert Renauer (de) viennent prêter main-forte à l'équipage. À partir du Sports Car Challenge at Mid-Ohio, le Wright Motorsports inscrit une seconde voiture dans le championnat GTD. Elle est confiée au pilote allemand Wolf Henzler et au pilote américain Michael Schein. Après avoir disputé trois courses, cette voiture est retirée du championnat,. Durant cette première saison dans ce championnat, le Wright Motorsports a remporté Road Race Showcase et finit sur la seconde marche du podium lors des GT Challenge at VIR. La voiture n°58 a ainsi terminé en 6e position du classement avec 263 points.
En 2019, le Wright Motorsports réduit son implication dans le WeatherTech SportsCar Championship et n'inscrit pas de voiture pour l’intégralité  de la saison, ne participant qu'à deux courses, le Northeast Grand Prix et le Road Race Showcase. Le pilote américain Anthony Imperato participe à ces deux courses et est rejoint pour la première par le pilote australien Matt Campbell et pour la seconde par le pilote norvégien Dennis Olsen. La voiture voit vu le drapeau à damier lors de ces deux courses mais ne parvient pas à monter sur le podium.

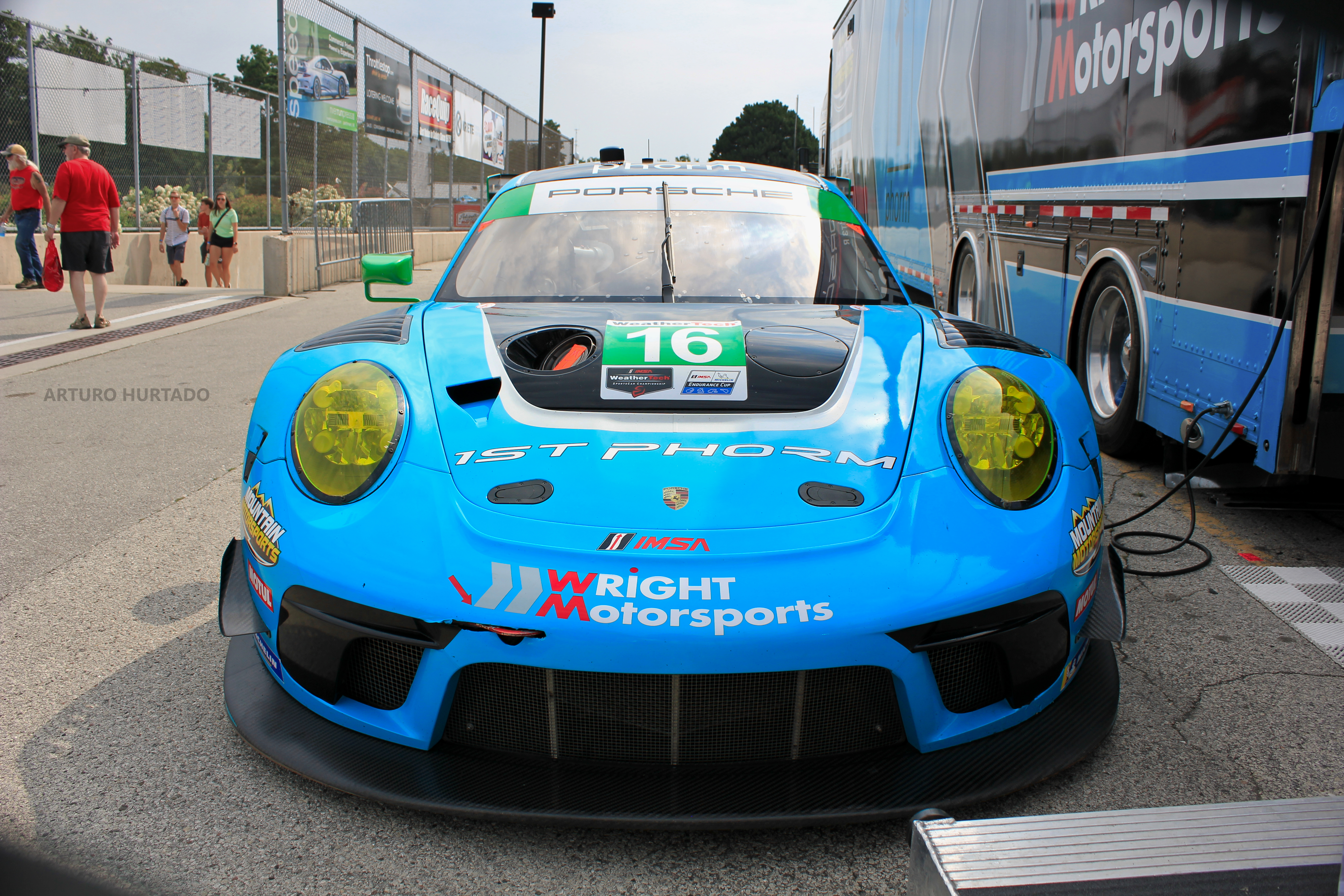
Porsche 911 GT3 R Evo n°16 de l'écurie Wright Motorsports lors des Road Race Showcase 2021

En 2020, le Wright Motorsports s'engage pour l'intégralité du championnat WeatherTech SportsCar Championship avec comme équipage, Patrick Long ainsi que Anthony Imperato, Klaus Bachler et Ryan Hardwick. L'écurie avait la volonté d'inscrire une seconde voiture lors des manches sprint du championnat et de la confier au pilote néerlandais Jeroen Bleekemolen et au pilote américain Anthony Imperato. Cependant, pour cause de Pandémie de Covid-19, l'écurie doit revoir ses ambitions à la baisse et ce n'est qu'une seule voiture qui participe à l'ensemble du championnat. Le pilote belge Jan Heylen vient ensuite prêter main-forte à Patrick Long et Ryan Hardwick lors des 6 Heures de Road Atlanta. Lors de cette seconde saison complète dans ce championnat, le Wright Motorsports remporte une victoire de prestige en remportant dans la catégorie GTD les 12 Heures de Sebring et monte en trois autres occasions sur le podium. La voiture n°16 finit en 2e position du classement avec 284 points.
En 2021, le Wright Motorsports poursuit son engagement dans le WeatherTech SportsCar Championship avec comme équipage Ryan Hardwick et Patrick Long pour l'intégralité du championnat. Le pilote belge Jan Heylen est présent en tant que 3e pilote lors des épreuves de la Michelin Endurance Cup et Klaus Bachler rejoint l'écurie pour les 24 Heures de Daytona. À la suite d'un accident de Ryan Hardwick lors d'une manche des Michelin Pilot Challenge, celui-ci est remplacé par Trent Hindman pour les 24 Heures de Daytona, les 12 Heures de Sebring et les manches restantes du championnat,,.

## Résultats

### Résultats enWeatherTech SportsCar Championship
| Année | Classe | no | Voiture               | Pneus | 1      | 2     | 3      | 4      | 5     | 6      | 7       | 8     | 9     | 10     | 11    | 12    | 13  | Total | Pos. |
| ----- | ------ | -- | --------------------- | ----- | ------ | ----- | ------ | ------ | ----- | ------ | ------- | ----- | ----- | ------ | ----- | ----- | --- | ----- | ---- |
| 2018  | GTD    | 16 | Porsche 911 GT3 R     | C     | DAY    | SEB   | MOH 11 | BEL 9  | WGL   | MOS 10 | LIM Np. | ELK   | VIR   | LGA    | ATL   |       |     | 63    | 17e  |
| 2018  | GTD    | 58 | Porsche 911 GT3 R     | C     | DAY 19 | SEB 6 | MOH 7  | BEL 11 | WGL 9 | MOS 9  | LIM 8   | ELK 1 | VIR 2 | LGA 11 | ATL 4 |       |     | 263   | 6e   |
| 2019  | GTD    | 16 | Porsche 911 GT3 R     | M     | DAY    | SEB   | MOH    | BEL    | WGL   | MOS    | LIM 5   | ELK 8 | VIR   | LGA    | ATL   |       |     | 49    | 19e  |
| 2020  | GTD    | 16 | Porsche 911 GT3 R     | M     | DAY 4  | DAY 7 | SEB 9  | ELK 5  | VIR 5 | ATL 3  | MOH 3   | CLT 2 | ATL 4 | LGA 6  | SEB 1 |       |     | 284   | 2e   |
| 2021  | GTD    | 16 | Porsche 911 GT3 R Evo | M     | DAY    | DAY   | SEB 2  | MOH 12 | BEL   | WGL 8  | WGL     | LIM 8 | ELK 3 | LGA 3  | LBH 3 | VIR 4 | ATL | 2659* | 4e*  |
| 2021  | GTD    | 16 | Porsche 911 GT3 R Evo | M     | Q 8    | C 4   | SEB 2  | MOH 12 | BEL   | WGL 8  | WGL     | LIM 8 | ELK 3 | LGA 3  | LBH 3 | VIR 4 | ATL | 2659* | 4e*  |

N.B. * Saison en cours. Les courses en " gras  'indiquent une pole position, les courses en "italique" indiquent le meilleur tour de course.

## Pilotes
- Klaus Bachler (2020-2021)
- Matt Campbell (2019)
- Ryan Hardwick (2020-2021)
- Wolf Henzler (2018)
- Jan Heylen (2020)
- Trent Hindman (2021)
- Anthony Imperato (2019-2020)
- Mathieu Jaminet (2018)
- Patrick Long (2018, 2020-2021)
- Christina Nielsen (2018)
- Dennis Olsen (2019)
- Robert Renauer (de) (2018)
- Michael Schein (2018)